# Lothar von Heinemann (Historiker)
Ernst Adolf Hermann Lothar von Heinemann (* 19. Februar 1859 in Bernburg; † 23. Februar 1901 in Tübingen) war ein deutscher Historiker.

## Leben
Heinemann war Angehöriger derer von Heinemann und ein Sohn des Bibliothekars und Historikers Otto von Heinemann (1824–1904) und dessen Ehefrau Helene (geborene von Brandenstein, 1827–1902). Sein Vater wirkte von 1853 bis 1868 in Bernburg. Heinemann studierte an der Universität München bei Carl Adolph Cornelius und Felix Stieve, danach ein Semester in Göttingen bei Hermann Sauppe und schließlich in Leipzig bei Karl von Noorden. 1881 legte er in Braunschweig die Staatsprüfung für das Lehramt ab, 1882 promovierte er in Leipzig mit einer Dissertation über die welfischen Territorien. Von 1882 bis 1888 war er Mitarbeiter der Monumenta Germaniae Historica, vorwiegend in Berlin für die Abteilungen Scriptores und Libelli de lite, aber auch ein Jahr bei Theodor von Sickel in Wien, für den er die Register zum ersten Band der Diplomata erarbeitete. Im Herbst 1888 habilitierte er sich bei Theodor Lindner in Halle, wo er über neun Jahre als Privatdozent und außerplanmäßiger Professor lehrte. Dort vollendete er auch den ersten Band seiner Geschichte der Normannen in Unteritalien und Sizilien, der die Reihe der wesentlichen Veröffentlichungen zur Geschichte des normannischen Reiches eröffnete, die in Deutschland kurz vor und nach 1900 erschienen sind. Am Ende des Jahres 1897 erhielt er einen Ruf nach Tübingen als Nachfolger Bernhard Kuglers und an Ostern 1898 nahm er seine Lehrtätigkeit auf, bei der er vorwiegend die deutsch-italienischen Beziehungen behandelte. Schon 1899 und 1900 verschiedentlich erkrankt, erlag er im Februar 1901 einem Herzschlag. In seinen Aufsätzen hat er vielfach auf Handschriften aus der Wolfenbütteler Bibliothek zurückgegriffen.
In den letzten Jahren beschäftigte er sich mit der Geschichte der Normannen in Unteritalien. Neben seiner Darstellung der Geschichte, von der nur ein Band erschienen ist, der die Zeit bis 1085 behandelt, ist seine Edition einer Auswahl von normannischen Herrscherurkunden immer noch zu konsultieren. Zum zweiten Band seiner Geschichte der Normannen hat er ein fast vollendetes Manuskript hinterlassen, das im Staatsarchiv Charlottenburg deponiert wurde.

## Familie
Heinemann heiratete am 6. Oktober 1891 in Halle an der Saale Hedwig Ziervogel (* 22. April 1870). Er hatte mehrere Geschwister:
- Charlotte Luise Auguste Gertrud Heinemann (30. Oktober 1855 – 2. Juni 1895)
- Joachim Friedrich Ernst Hans Heinemann (5. Juni 1857 – 17. März 1879)
- Marie Helene Elisabeth Heinemann (9. Januar 1866 – 1915) ⚭ am 5. August 1887 Reinhold Koser (7. Februar 1852 – 25. August 1914)

Zu seinen Cousins ersten Grades gehörten Margarete von Heinemann, Äbtissin von Steterburg, und der preußische General Walter von Heinemann. Der Luftwaffenoffizier Lothar von Heinemann war ebenso ein Neffe zweiten Grades wie der Schriftsteller Albrecht von Heinemann.

## Schriften (Auswahl)
- Die welfischen Territorien seit dem Sturze Heinrichs des Löwen bis zur Gründung des Herzogthums Braunschweig-Lüneburg. Gotha 1882 (= Dissertation Universität Leipzig).
- Heinrich von Braunschweig, Pfalzgraf bei Rhein. Ein Beitrag zur Geschichte des staufischen Zeitalters. Perthies, Gotha 1882. (Digitalisat)

- Das Patriciat der deutschen Könige. Ein Beitrag zur Geschichte der Beziehungen zwischen Staat und Kirche im Mittelalter. Wollermann, Wolfenbüttel 1890.

- Geschichte der Normannen in Unteritalien und Sizilien bis zum Aussterben des normannischen Königshauses. Band 1: Bis 1085. Leipzig 1894 (Neudruck Aalen 1969).
- Zur Entstehung der Stadtverfassung in Italien. Eine historische Untersuchung. Pfeffer, Leipzig 1896.
- Normannische Herzogs- und Königsurkunden aus Unteritalien und Sicilien. In: Tübinger Universitätsprogramm vom 25. Februar 1899, Tübingen 1899.